# Анаит (мультфильм)
Анаит (арм. Անահիտ) — первый армянский полнометражный мультфильм, снятый студией «Роберт Саакянц продакшн» который вышел на экраны 27 декабря 2014 года. Фильм, снят по мотивам одноименной сказки Газароса Агаяна и посвящён его 175-летию.
Режиссёр — Давид Саакянц. Композитор мультфильма Армен Мартиросян. Художник-постановщик Эрнест Мурадян. Генеральный продюсер — Рубен Джагинян.

## Сюжет
Мультфильм рассказывает историю про двух любящих друг друга молодых людей-дочери пастуха Анаит и принца Вачагана. Сохранился основной лейтмотив сказки: терпеливая и умная красавица Анаит учит принца Вачагана ценить искусство. Вачаган, ради любимой овладевает ремеслом ткача, побеждает зло и коварство и спасает всех жителей царства от Темных сил, угрожающих выйти из своего логова в Чёрной горе и поглотить все живое на веки вечные.

Мы всего лишь узоры ковра, сегодня ты правитель, а завтра — кто знает…

## Роли озвучивали
- Анаит — Назени Ованнисян
- Вачаган — Хорен Левонян
- Азар — Рафаэль Котанджян
- Шушан — Шушан Петросян
- Сероб — Грант Тохатян
- Энвер — Давид Бабаян
- Андок — Мкртыч Арзуманян
- Петрос — Вардан Задоян